# Genfer Nomenklatur
Die Genfer Nomenklatur ist in der Chemie – besonders der Organischen Chemie – ein historisches System zur rationalen Benennung (Namensgebung) chemischer Stoffe.

## Geschichte
Auf einem Chemikerkongress anlässlich der Weltausstellung Paris 1889 wurde die Notwendigkeit einer verständlichen Nomenklatur oder einer Registrierung organischer Stoffe erörtert. Eine internationale Kommission, zu der u. a. Adolf von Baeyer, Louis Bouveault, Stanislao Cannizzaro, Arthur Hantzsch, Emilio Noelting, Emanuele Paternò, Amé Pictet und später auch der deutsch-russische Chemiker Friedrich Konrad Beilstein zählten, trat nach einiger Vorarbeit vom 19. bis 22. April 1892 in Genf zusammen und verabschiedete eine Reihe von Nomenklaturregeln.

## Ergebnis
Die Genfer Konferenz beschloss rund 60 Punkte, die in den Berichten der Deutschen Chemischen Gesellschaft detailliert veröffentlicht wurden. Diese Regeln bildeten eine wichtige Grundlage später festgelegter Normen, bis hin zur heute gebräuchlichen IUPAC-Nomenklatur.
Gefasste Beschlüsse
1. Neben den gebräuchlichen Bezeichnungen soll für jede organische Verbindung ein offizieller Name eingeführt werden, welcher gestattet, die betreffende Verbindung an einer bestimmten Stelle der Register und chemischen Handwörterbücher aufzufinden. Um eine derartige Registrierung zu erleichtern, werden die Verfasser chemischer Abhandlungen gebeten, in Zukunft neben den von ihnen gewählten Bezeichnungsweisen die offiziellen Namen in Parenthese anzuführen.
2. Der Congress hat daher beschlossen, zunächst nur die Nomenklatur von organischen Verbindungen bekannter Constitution festzustellen und die Frage über die Benennung der Körper von unbekannter Constitution zu vertagen.
3. Die Endsilbe »an« dient zur Bezeichnung der gesättigten Kohlenwasserstoffe.
4. Die bishierigen Namen der ersten vier gesättigten normalen Kohlenwasserstoffe: Methan, Aethan, Propan, Butan werden beibehalten, die Namen der höheren Glieder dieser Reihe aber ausschließlich von den griechischen Zahlwörtern hergeleitet und demnach die normalen Homologen des Butans als Pentan, Hexan, Heptan u. s. f. bezeichnet.
5. Die Kohlenwasserstoffe mit verzweigter Kette werden als Abkömmlinge der normalen Kohlenwasserstoffe betrachtet. Die Namensbildung geschieht in diesem Falle, indem man deren Namen des längsten normalen Kohlenwasserstoffs, welcher sich in dem Kohlenwasserstoff mit verzweigter Kette annehmen lässt, die Bezeichnung des in der Seitenkette vorhandenen Kohlenwasserstoffrestes vorsetzt.
6. Ist auch die Seitenkette verzweigt, so bildet man den Namen derselben ebenfalls nach dem sub V erläuterten Princip, nur werden die Alkyle der Seitenkette statt mit der Endsilbe »yl« mit dem Endbuchstaben »o« und demgemäß z. B. Methyl und Aethyl als Metho- und Aetho- bezeichnet
7. Die Stellung der Seitenketten wird durch Zahlen bezeichnet, welche angebe, mit welchen Kohlenstoffatomen der Hauptkette die Seitenketten verbunden sind. Die Nummerierung beginnt an dem einer Seitenkette am nächsten stehenden Ende der Hauptkette. Sind zwei symmetrisch stehende Seitenketten an der Hauptkette vorhanden, so fängt man an dem Ende der Hauptkette zu zählen an, welches der kohlenstoffärmeren, bzw. einfachst zusammengesetzten Seitenkette am nächsten steht.
8. Die Kohlenstoffatome der Seitenkette werden von der Verbindungsstelle der Seitenkette mit der Hauptkette an gezählt. Die sich so ergebenden Zahlen werden als Indices der Nummer des Kohlenstoffatoms der Hauptkette, an welchem die Seitenkette haftet, hinzugefügt.
9. Wenn zwei Seitenketten an ein und demselben Kohlenstoffatom der Hauptkette haften, so wird bei der Namensbildung die Seitenkette niedriger Ordnung d. h. von geringster Kohlenstoff bzw. einfachster Zusammensetzung vorangestellt. Wenn vorhandene substituierende Atome oder Atomgruppen die Nummerierung der Kohlenstoffatome in einer dieser Seitenketten notwendig machen, so geschieht dies in der sub VIII erläuterten Weise, die Kohlenstoffatome der Seitenkette niedriger Ordnung werden aber in diesem Falle mit einem Accent versehen.
10. In gleicher Weise, also von der Verbindungsstelle ab, sind auch die Seitenketten zu nummerieren, welche an geschlossenen Atomketten haften.